# Lupinus malacophyllus
Lupinus malacophyllus är en ärtväxtart som beskrevs av Edward Lee Greene. Lupinus malacophyllus ingår i släktet lupiner, och familjen ärtväxter. Inga underarter finns listade i Catalogue of Life.